# Mezquita del Profeta
La Mezquita del Profeta (en árabe: المسجد النبوي‎ Al-Masŷid an-Nabawī) es una mezquita establecida y construida originalmente por el profeta islámico Mahoma, ubicada en Medina, en la región de Hiyaz en Arabia Saudita. Fue la tercera mezquita construida en la historia del Islam y ahora es una de las más grandes del mundo. Es la segunda mezquita más sagrada del islam —entre la Gran Mezquita en La Meca y la mezquita de Al-Aqsa (al lado de la Cúpula de la Roca, en Jerusalén)—. La mezquita original fue construida por el profeta Mahoma. Los siguientes califas aumentaron el tamaño y la decoración de la mezquita. La mezquita original no era muy grande y solo representaba una pequeña parte de la actual mezquita. El tamaño de la mezquita se aumentó de modo considerable tras la fundación de Arabia Saudita. La última renovación tuvo lugar bajo el rey Fahd. Siempre está abierta, independientemente de la fecha o la hora, con la única excepción en los últimos tiempos siendo la pandemia por coronavirus de 2020.
Tras una expansión durante el reino del califa omeya Al-Walid I, la mezquita incorpora ahora las sepulturas de Mahoma y de los dos primeros califas Rashidun, Abu Bakr y Úmar. Uno de los rasgos más notorios del sitio es el Domo Verde en la esquina suroriental de la mezquita, originalmente la casa de Aisha, donde se encuentra la tumba de Mahoma. Muchos peregrinos que hacen la Hach van también a Medina a visitar (Ziyarah) el Domo Verde. En 1909, bajo el reinado del sultán otomano Abdul Hamid II, la mezquita se convirtió en el primer lugar en la península arábiga en tener luz eléctrica. La mezquita se encuentra bajo el control del Custodio de los Santos Lugares. La mezquita se encuentra en el corazón de Medina y es un sitio principal de peregrinaje.

## Historia

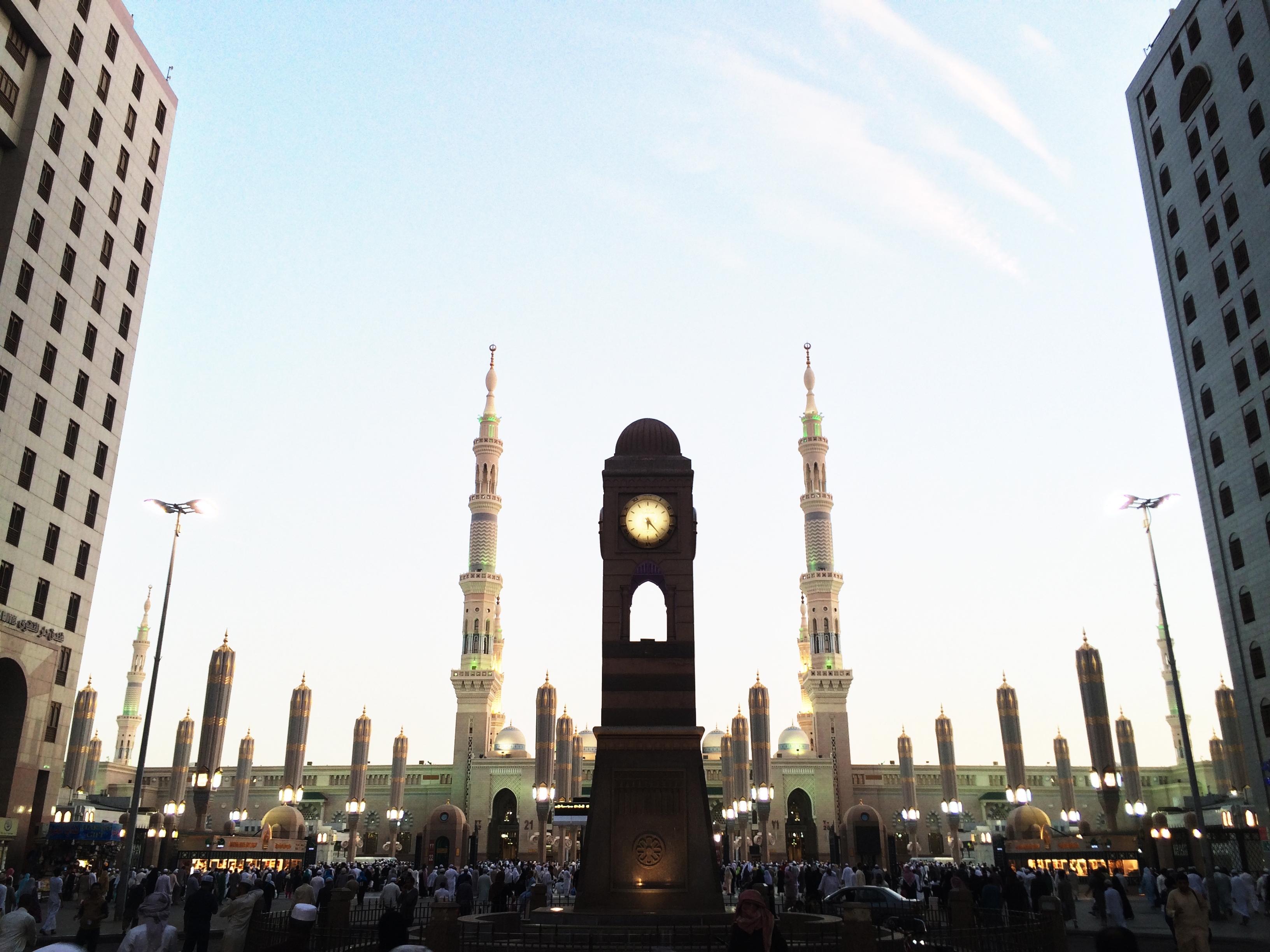
Vista de la entrada 21 y 22 de Masjid-e-Nabawi.

Se construyó en 622 con motivo de la Hégira de Mahoma y sus compañeros de La Meca a Medina. Algunos días después de haber empezado la construcción de la mezquita de Quba, Mahoma empezó la construcción de una segunda mezquita en Medina, hoy conocida por el nombre de Masyid al-Nabawi, o mezquita del Profeta. El emplazamiento de la mezquita se escogió por el lugar en el que se llevó a cabo la primera oración del viernes en Medina. En efecto, al retomar su camino hacia Medina, dejó a cargo de su camello, Qoçoua, la tarea de determinar el lugar de llegada para lo que le dejó la brida suelta. Así, tras numerosos desvíos, se detuvo en un amplio terreno vacío y se arrodilló. En ese terreno se edificó la mezquita de Medina.
La primera ampliación de la mezquita se llevó a cabo bajo el reinado del califa Úmar ibn al-Jattab, quien añadió parte de terreno a la mezquita por la parte norte y la reconstruyó. A la muerte del califa Ómar, se le enterró junto a las tumbas del profeta Mahoma y del califa Abu Bakr as-Siddiq. Bajo el reinado del califa Uthmán ibn Affán, la ampliación de la mezquita parecía necesaria y urgente. Procedió en 649-650 a ampliar y reconstruir la mezquita.

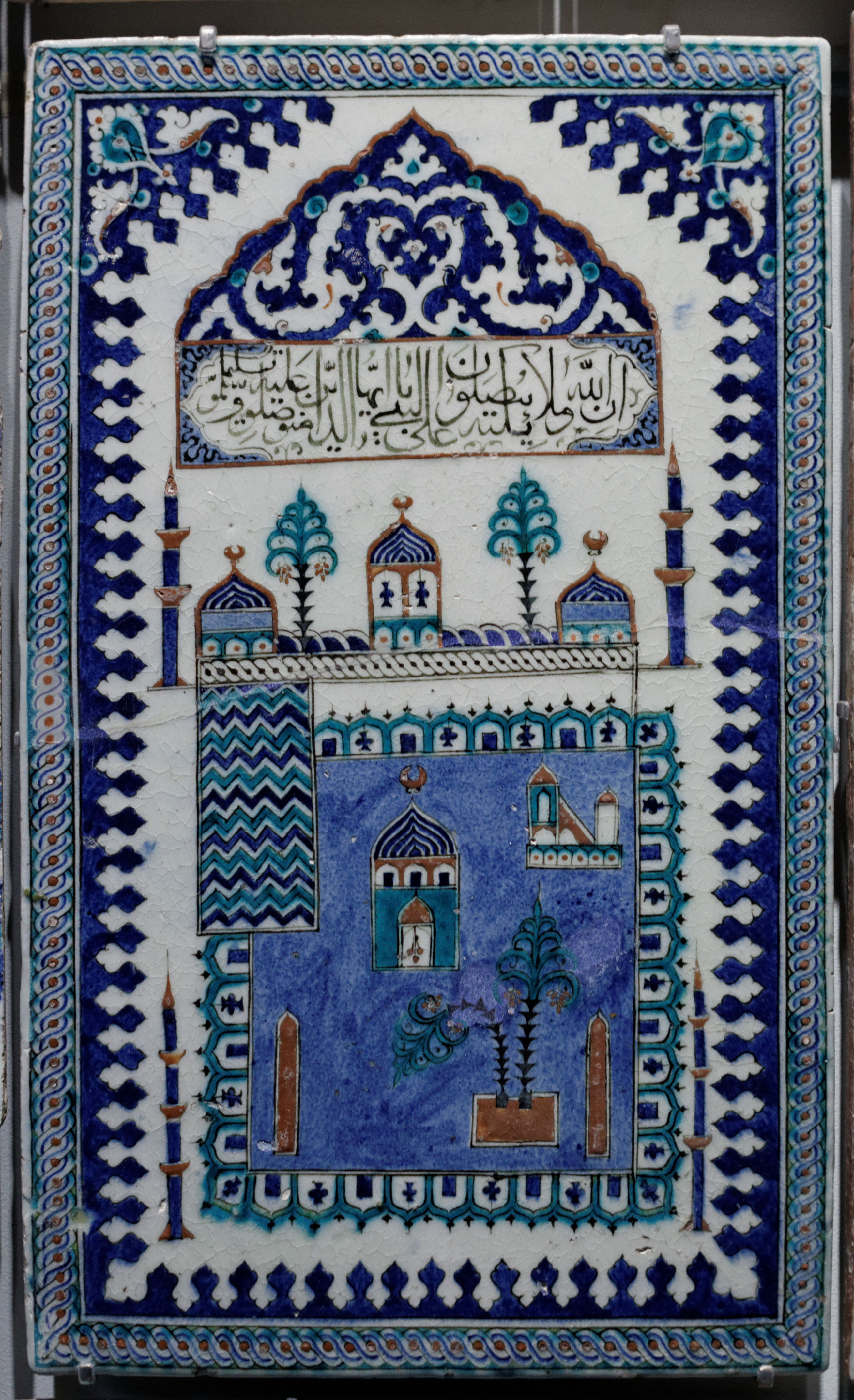
Panel representando a la Mezquita de Medina encontrado en İznik (Turquía),.

### En la época omeya
Al llegar al poder del Califato Omeya, Al-Walid Ibn Abdelmálek ordenó la ampliación y reconstrucción de la mezquita. Las características principales de esa ampliación se centran en la introducción de nuevos elementos arquitectónicos como terrazas, minaretes y el Mihrab hueco en el muro de la Quibla. Fue también la primera ampliación que incorporó las sepulturas de las madres de los creyentes en la Mezquita. La superficie de esta ampliación era de unos 2369 m².

### En la época abasí y mameluca
Bajo el reinado del califa abasí Al-Mahdi, la mezquita se extendió y reconstruyó.
Sin embargo, la mayor renovación de la mezquita se desarrolló bajo el reinado de los Mamelucos, cuando el sultán Qaitbay ordenó la reconstrucción de varias partes.

### Desde la época otomana hasta nuestros días
El sultán Mahmud II, en 1813, ordenó construir una nueva cúpula en la habitación del profeta, para sustituir a la de Qaitbay. La nueva cúpula se cubrió de plomo y se pintó de verde. El sultán otomano Abdul Megid I ordenó que la mezquita se reconstruyera por completo después de destruirla, exceptuando la habitación del profeta. Esta construcción, que supuso una ampliación sobre una superficie de 1293 m² fue la última en fecha antes de la primera ampliación saudí.

Ante la afluencia de peregrinos y el deterioro de la mezquita, el monarca saudí Abd ul-Aziz se comprometió en su reconstrucción y ampliación en 1951. A la vez que conservaba la arquitectura otomana del sultán Abdel Megid, la ampliación saudí (de 6000 m²), lo que amplió la superficie total a más de 16 000 m².

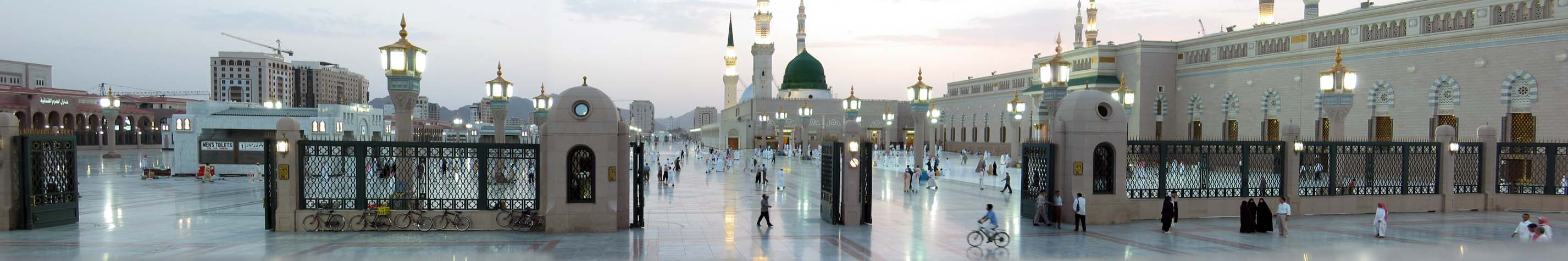
Vista de la Mezquita "Al-Masŷid al-Nabawi" al atardecer.

El rey Fahd Ben Abdel Aziz puso el 29 de octubre de 1985 la primera piedra de una nueva ampliación. Con una superficie de más de 150 000 m², la Mezquita del Profeta puede acoger a más de 250 000 fieles.

## Arquitectura
La mezquita de dos niveles tiene una planta rectangular. El salón de oración otomano se encuentra hacia el sur. Tiene una azotea cubierta con 27 cúpulas deslizantes en bases cuadradas. Los agujeros perforados en la base de cada cúpula iluminan el interior. El techo también se usa para la oración durante las horas pico, cuando las cúpulas se deslizan sobre pistas metálicas para dar sombra a las áreas del techo, creando pozos de luz para la sala de oración. En esos momentos, el patio de la mezquita otomana también recibe sombra de sombrillas pegadas a columnas independientes. Al techo se accede por escaleras y escaleras mecánicas. El área pavimentada alrededor de la mezquita también se utiliza para la oración, equipada de carpas con sombrillas. Cúpulas deslizantes y toldos retráctiles tipo paraguas fueron diseñados por el arquitecto alemán Mahmoud Bodo Rasch, y su firma SL Rasch GmbH junto a Buro Happold.